# أستربلة شعير الرمال
أستربلة شعير الرمال (الاسم العلمي:Astrebla elymoides) هي نوع من النباتات يتبع جنس الأستربلة من الفصيلة النجيلية.